# Muzeum Sztuki Medalierskiej we Wrocławiu

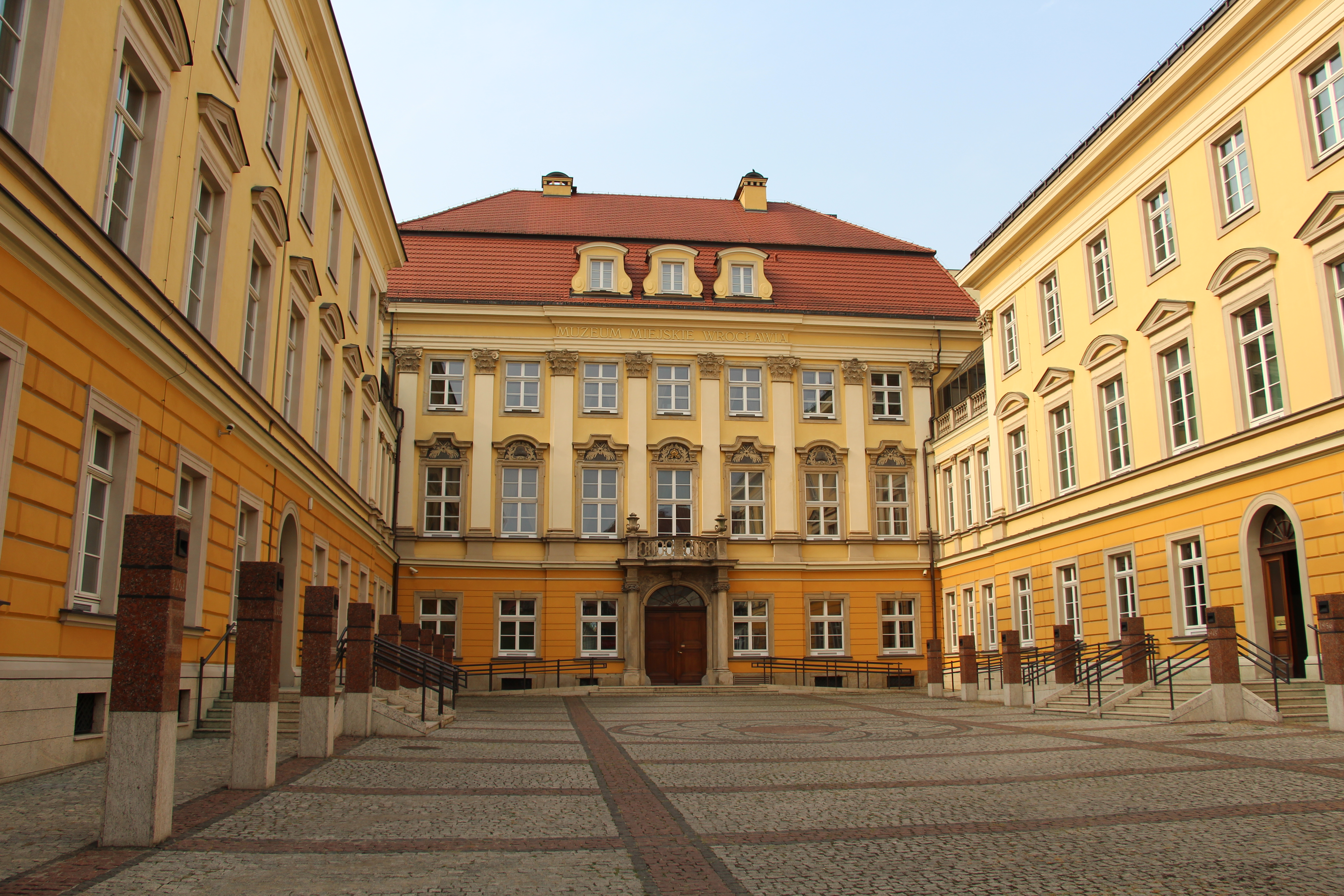
Dziedziniec Pałacu Królewskiego

Muzeum Sztuki Medalierskiej we Wrocławiu – wrocławskie muzeum sztuki, powstałe w 1965. Jeden z siedmiu oddziałów Muzeum Miejskiego Wrocławia. Wraz z Muzeum Historycznym (również oddziałem MMW) ma siedzibę w Pałacu Królewskim (Spätgenów). Jest to jedyna w Polsce placówka specjalizująca się w gromadzeniu zbiorów z zakresu medalierstwa i falerystyki.

## Siedziba
Zabytkowy gmach muzeum – Pałac Królewski (dawniej Spätgenów) mieści się w ścisłym centrum miasta, przy ul. Kazimierza Wielkiego 35. Budynek datuje się na 1719 r., kiedy to baron Heinrich Gottfried Spaetgen (1680–1750) nabył niewielką rezydencję z ogrodem. Autorstwo najstarszej części pałacu wybudowanej w stylu wiedeńskiego baroku przypisuje się Johannowi Bernhardowi Fischer von Erlach, słynnemu austriackiemu architektowi i rzeźbiarzowi z okresu baroku. Niektórzy badacze przypisują autorstwo również innemu wiedeńskiemu architektowi – Johannowi Lucasowi von Hildebrandt. Pałac utrzymany w stylu klasycyzującego baroku reprezentuje typ entre cour et jardin (między dziedzińcem a ogrodem). Dla zwiedzających dostępny jest barokowy ogród umiejscowiony na tyłach pałacu. Biura Muzeum Sztuki Medalierskiej znajdują się na poddaszu zachodniego skrzydła rezydencji.
Pałac Królewski jest siedzibą Muzeum Sztuki Medalierskiej od roku 2009. Wcześniej miejscem ekspozycji jego zbiorów były: wrocławski ratusz (1965 oraz 1967-1982), gmach Muzeum Architektury (1965–1967) oraz kamienice przy ul. Kiełbaśniczej 5 (1982-2009) i „Pod złotym słońcem” (Rynek 6, ok. 1985-2009).

## Zbiory
W zbiorach muzeum znajduje się łącznie ponad 56 tysięcy medali, medalionów, plakiet, orderów, odznaczeń i odznak. Większość stanowią dzieła polskie, jednak w posiadaniu muzeum są również liczne dzieła zagraniczne. Odrębną część stanowią zbiory medali związanych ze Śląskiem, powstałych od 1945 roku (tzw. Silesiaca). W placówce gromadzi się także dokumentację związaną z artystami zajmującymi się medalierstwem. 
Muzeum posiada również Dział Pamiątek Kresowych, gromadzący pamiątki związane z dawnymi Kresami Wschodnimi II Rzeczypospolitej. Aktualnie zasób ten jest zamknięty, nie są przyjmowane do niego nowe zabytki.
Muzeum Sztuki Medalierskiej nie posiada stałej wystawy. Zbiory muzeum można jednak zobaczyć na stałych ekspozycjach: „1000 lat Wrocławia” w Pałacu Królewskim, "Odznaczenia europejskich bractw kurkowych z kolekcji Tadeusza Myczkowskiego" w Starym Ratuszu oraz „Mundur żołnierza polskiego w II wojnie światowej”, dostępnej do zwiedzania w Arsenale Miejskim. Muzeum organizuje także wystawy czasowe. 

## Wybrane wystawy czasowe
- Order Orła Białego. W 100-lecie odzyskania przez Polskę niepodległości (listopad 2018 – marzec 2019),
- Mundur żołnierza polskiego w II wojnie światowej (wrzesień - październik 2019) – Arsenał Miejski, wspólnie z Muzeum Militariów, kontynuowana od lata 2020 w formie wystawy stałej,
- 100 lat Polskiego Czerwonego Krzyża (październik 2019 – luty 2020),
- Ordery i odznaczenia państw Unii Europejskiej (lipiec – listopad 2021),
- Polonia Restituta. Motyw odzyskanej niepodległości w medalierskich zbiorach Muzeum Miejskiego Wrocławia (listopad 2021 – kwiecień 2022),
- Wrocławianie na medal (styczeń 2022 - kwiecień 2024, wystawa towarzyszyła ekspozycji Arcydzieła malarstwa śląskiego 1845-1945),
- Ordery i odznaczenia państw Unii Europejskiej (maj - wrzesień 2024).